# Ambre dominicain
L'ambre dominicain est un ambre de la République dominicaine. La résine d'un arbre de la famille des Fabaceae, appartenant à l'espèce disparue Hymenaea protera, en est à l'origine, comme probablement à celle de la plupart des ambres découverts dans les pays tropicaux.
L'ambre dominicain se différencie de l'ambre de la Baltique par sa transparence constante et le grand nombre de fossiles qu'il contient. Il est le témoin de l'existence d'une forêt tropicale disparue.

## Datation
Une étude du début des années 1990 a donné un âge de 40 millions d'années. Cependant, selon George Poinar, l'ambre dominicain daterait de l'Oligocène au Miocène et aurait donc environ 25 millions d'années.
Des datations plus récentes de cet ambre (2007) indiquent un âge sensiblement plus récent, entre 20,4 et 13,8 Ma (millions d'années), soit du Miocène inférieur à moyen (étages Burdigalien et Langhien).

## Sites miniers
La République dominicaine compte trois principaux sites d'exploitation de l'ambre : la Cordillère septentrionale dans le nord, et Bayaguana et Sabana de la Mar (en) dans l'est. Dans le nord, l'ambre se trouve dans des conglomérats, emportés avec des fragments de grès et d'autres sédiments dans un environnement de delta,,.
L'ambre le plus ancien et le plus dur provient de la région montagneuse au nord de Santiago de los Caballeros (mines de La Cumbre, La Toca, Palo Quemado, La Bucara et Los Cacaos (en)). On trouve également de l'ambre dans le sud-est, dans la région de Bayaguana/Sabana de la Mar (en). Il existe enfin dans les dépôts de Cotuí du copal sub-fossile, qui a moins de 280 ans.
Dans l'est, l'ambre se trouve dans une formation sédimentaire constituée d'une alternance de sable, d'argile sableuse, de lignite intercalaire, ainsi que de lits solvatés de gravier et de calcarénite.
Les deux régions semblent avoir fait partie du même bassin sédimentaire et avoir été séparées plus tard par des mouvements le long de failles importantes.

### Exploitation
L'ambre dominicain, et particulièrement l'ambre bleu, est exploité en creusant des puits, ce qui est extrêmement dangereux. Le puits en question est un simple trou creusé avec les moyens locaux, machettes, pelles, pioches et marteaux. Il s'enfonce verticalement ou horizontalement aussi loin que possible. Il est rarement assez grand pour s'y tenir debout. Les mineurs s'y glissent à genoux, avec des bougies et des outils à manches courts.
Les mesures de sécurité sont quasiment inexistantes et ces mines doivent être abandonnées au moment des pluies, car elles se remplissent d'eau.

## Paléobiologie
De nombreux organismes ont été identifiés dans les ambres dominicains :

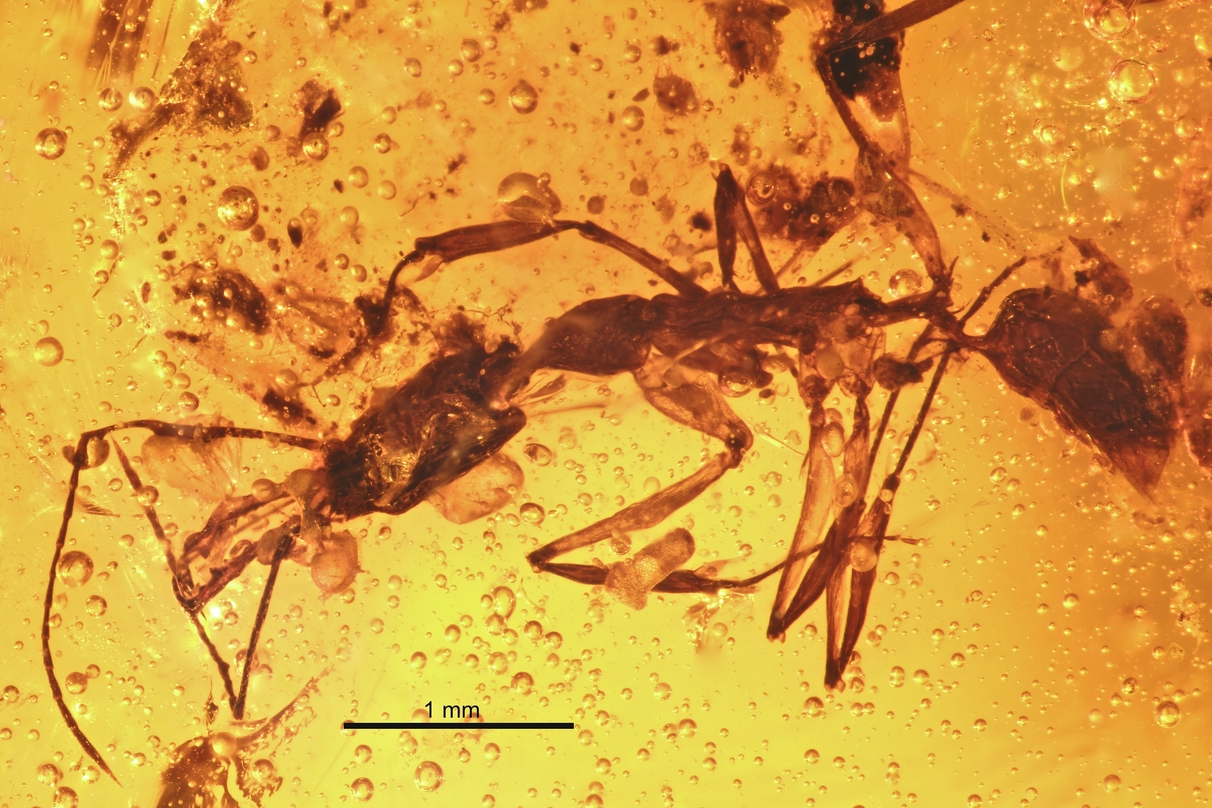
Anochetus intermedius
fourmi fossile de l'ambre dominicain.

### Flore
- Hymenaea protera
- Palaeoraphe
- Meliorchis caribea (une orchidée fossile)[3],[12]
- Roystonea palaea

### Faune
- Acanthostichus hispaniolicus[13]
- Anelaphus velteni[14]
- Anochetus ambiguus[15]
- Anochetus brevidentatus[16]
- Anochetus conisquamis[15]
- Anochetus corayi [17]
- Anochetus dubius[15]
- Anochetus exstinctus[15]
- Anochetus intermedius[15]
- Anochetus lucidus[15]
- Apterostigma electropilosum[18]
- Apterostigma eowilsoni[18]
- Araneagryllus
- Augochlora leptoloba
- Azteca alpha[19]
- Azteca eumeces[19]
- Cephalotes dieteri
- Cephalotes obscurus
- Dicromantispa electromexicana[20]
- Dicromantispa moronei[20]
- Eickwortapis
- Elaphidion inclusum
- Elaphidion tocanum
- Electromyrmococcus[21]
- Formicodiplogaster myrmenema[22]
- Leptofoenus pittfieldae
- Lutzomyia adiketis[23]
- Neocorynura electra
- Nesagapostemon
- Oligochlora
- Palaeoplethodon hispaniolae
- Paleoleishmania neotropicum[23]
- Plectromerus grimaldii
- Plectromerus tertiarius
- Pterolophosoma otiliae
- Proplebeia abdita Greco et Engel[24], 2011
- Proplebeia dominicana Wille et Chandler[25], 1964
- Proplebeia tantilla J. M. F. Camargo[26], 2000
- Proplebeia vetusta J. M. F. Camargo[26], 2000
- Sphaerodactylus dommeli[27]
- Stizocera evanescens
- Syndesus ambericus [28]
- Tainosia[29]
- Termitaradus mitnicki
- Triatoma dominicana
- Trypanosoma antiquus

## Sources
- (en) Cet article est partiellement ou en totalité issu de l’article de Wikipédia en anglais intitulé « Dominican amber » (voir la liste des auteurs).